# Xabier Jon Davalillo
Xabier Jon Davalillo Peña (Bilbao, Vizcaya, 12 de julio de 1960) es un exbaloncestista español, con una altura de 193 cm y cuya posición en la cancha era la de alero. Presidió durante 5 años el Bilbao Basket, desde 2005 hasta 2010.

## Clubes
- 1981-1982  Caja Bilbao
- 1982-1984 Saski Baskonia
- 1984-1989 Caja Bilbao
- 1989-1991 CB Murcia
- 1991-1992 Oximesa Granada
- 1992-1994  Loyola